# Жасталап (Жетысуская область)
Жасталап (каз. Жасталап) — село в Каратальском районе Жетысуской области Казахстана. Входит в состав сельского округа Айту. Код КАТО — 195049300.

## Население
В 1999 году население села составляло 614 человек (325 мужчин и 289 женщин). По данным переписи 2009 года, в селе проживало 438 человек (236 мужчин и 202 женщины).